# Layés
Layés – miejscowość w Hiszpanii, w Aragonii, w prowincji Huesca, w comarce Alto Gállego, w gminie Sabiñánigo.
Według danych INE z 1999 roku miejscowość zamieszkiwała 1 osoba. Wysokość bezwzględna miejscowości jest równa 740 metrów.